# Fehérorrú cerkóf
A fehérorrú cerkóf (Cercopithecus nictitans) a cerkóffélék családjába tartozó, Nyugat- és Közép-Afrikában honos majomfaj.

## Megjelenése

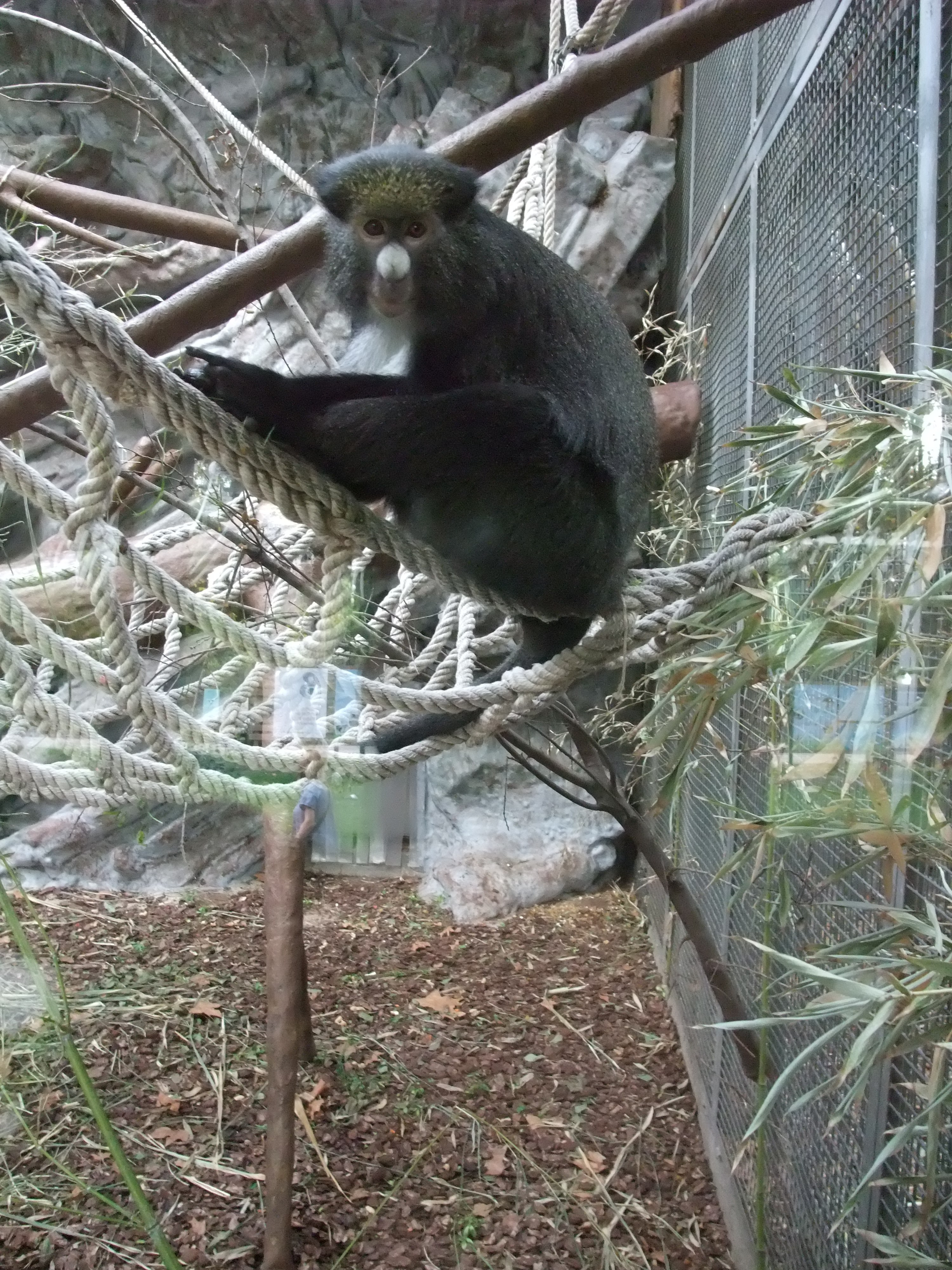
Fehérorrú cerkóf a barcelonai állatkertben

A fehérorrú cerkóf közepes méretű majomfaj, testhossza 43–70 cm között változik. A hímek nagyobbak, testsúlyuk átlagosan 6,7 kg, míg a nőstényeké csak 4,3 kg. Bundájuk a hátukon barnás-olívazölddel árnyalt sötétszürke színű, míg végtagjaik és hosszú farkuk fekete. Könnyen felismerhetőek az orrukon található feltűnő fehér foltról. Néha a mellkason is látható egy fehér terület. Táplálékukat pofazacskóikban tárolják.
Két alfaja ismert:
- C. nictitans nictitans elterjedésének keleti részén, Kamerun és Kongói Demokratikus Köztársaság
- C. nictitans martini nyugaton, többek között Bioko szigetén

## Elterjedése
Nyugat- és Közép-Afrikában él; Guinea, Libéria, Elefántcsontpart, Nigéria, Kamerun, Egyenlítői-Guinea, Gabon, a Közép-afrikai Köztársaság, Kongó és a Kongói Demokratikus Köztársaság erdőiben található meg.
Erdei faj, egyaránt megél a hegyi és síkvidéki trópusi erdőkben, a mocsári- és mangroveerdőkben és a szavannákkal szomszédos galériaerdőkben.  

## Életmódja

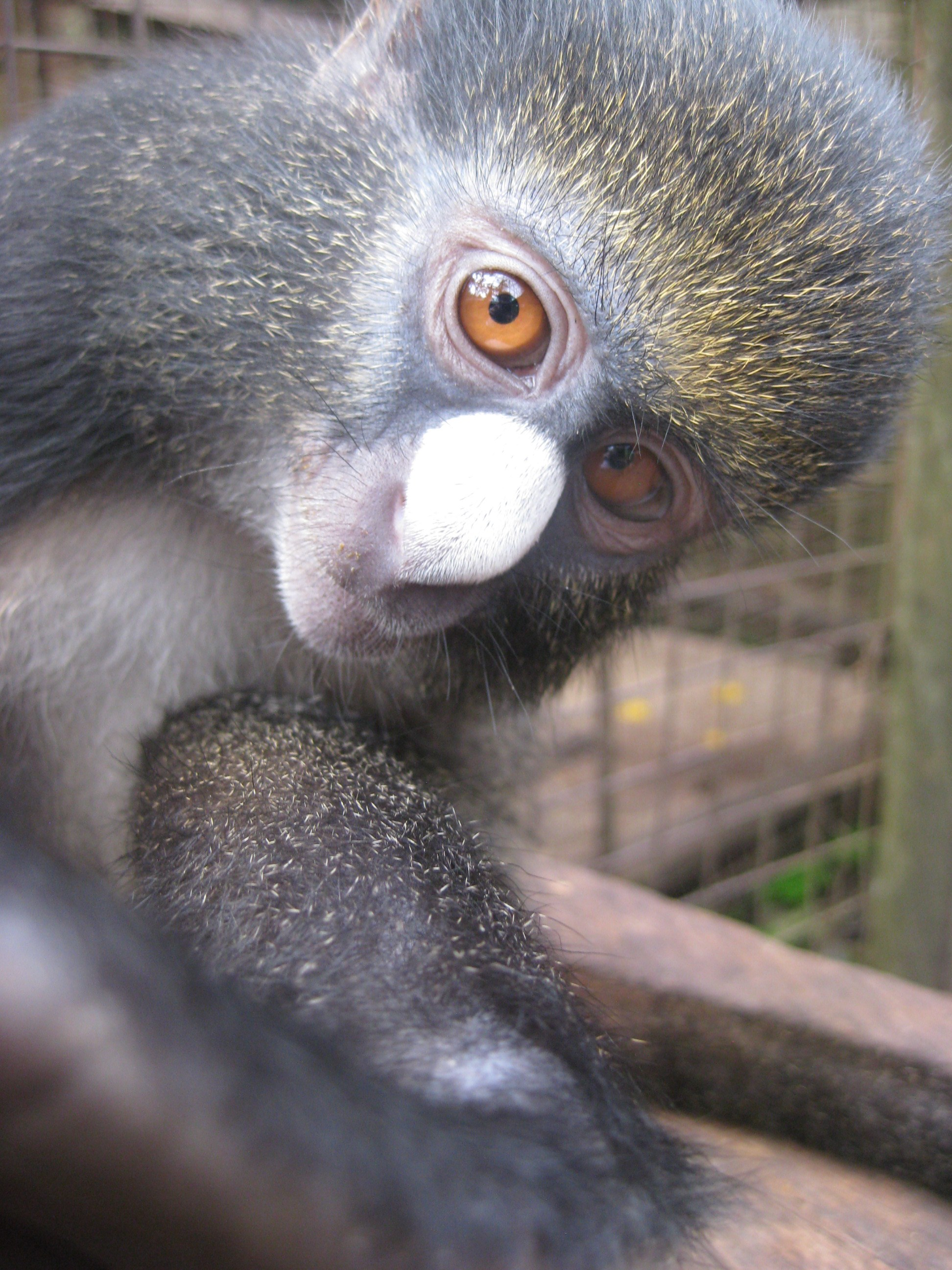
Nőstény kölyökcerkóf

Nappal aktív, ideje nagy részét a lombkoronában tölti. 12-30 főből álló csoportokat alkot, amelyekben általában csak egy felnőtt hím van. Életmódjuk és elterjedésük átfed a Diána-cerkófokéval és a koronás cerkófokéval és a jelek szerint a fajok hajlamosak vegyes csoportokba verődni.
Változatos hangjelzésekkel kommunikálnak egymással. Csoportjaik igen hangosak. A hímek mély huhogással jelzik a szomszédos csoportoknak, hogy a terület már foglalt; valamint így riasztanak a ragadozók feltűnésekor is. A vészkiáltás különbözik földi (leopárd) és levegőbeli (sas) veszély esetén, így a majmok reakciója is ennek megfelelő lehet. A nőstények és a fiatalok rövid csiripelésekkel kommunikálnak. Ha elszakadnak a csapattól, hangos kiáltásokkal hívják fel magukra társaik figyelmét.
Elsősorban gyümölcsökkel és magvakkal táplálkoznak. Étrendjüket levelekkel és rovarokkal egészítik ki.
A fehérorrú cerkófra leopárdok, koronás sasok és az ember vadászik. 

### Szaporodása
Poligámok. Szociális életének alapja az egy hímből, több nőstényből és kölykeikből álló csoport. A megfigyelések szerint egy hím 5 évig is csoport élén marad. Az ovuláló nőstények felkínálkoznak a hímnek. A vemhesség átlagosan 172 napig tart és a nőstény általában egy (ritkán két) kölyköt hoz a világra. A kb. négyévesen ivaréretté váló nőstények a csoporttal maradnak, míg a fiatal hímeket a domináns hím elüldözi. Élettartamuk fogságban eléri a 31 évet.

## Környezetvédelmi helyzete
A fehérorrú cerkóf a Természetvédelmi Világszövetség Vörös listáján nem fenyegetett státusszal szerepel. A helyi lakosság vadászik rá és élőhelyét az erdőirtások veszélyeztetik. Szerepel a washingtoni egyezmény II. függelékében, vagyis kereskedelme korlátozott. Bioko szigetén élő populációja 1986 és 2006 között kevesebb, mint a felére csökkent.  